# Enrique XV de Baviera
Enrique XV, duque de Baviera, como duque de la Baja Baviera también llamado Enrique III (Natternberg cerca de Deggendorf, 28 de agosto de 1312 - 18 de junio de 1333).

## Biografía
Enrique era hijo de Otón III Duque de Baviera. Fue llamado el Natternberger por su residencia favorita, el castillo de Natternberg. Nació en el año de la muerte de su padre y el primero bajo la tutela de Luis IV de Baviera, emperador del Sacro Imperio Romano Germánico. Enrique XV gobernó entonces partes de la Baja Baviera con Deggendorf como capital después de un conflicto con sus primos y corregentes Enrique XIV y Otón IV. Su candidatura a la corona húngara en 1327 no tuvo éxito.

## Matrimonio
Entre 1326 y 1328, Enrique XV se casó con Ana de Austria, hija de Federico I el Hermoso e Isabel de Aragón. No tuvieron hijos. Ella le sobrevivió diez años y se casó con el conde Juan Enrique IV de Gorizia.